# Bergbaulehrpfad Johanngeorgenstadt
Der Bergbaulehrpfad Johanngeorgenstadt ist ein Bergbaulehrpfad im Johanngeorgenstädter Bergrevier. Das Wegesymbol ist ein weißes Quadrat mit einem diagonal von links oben nach rechts unten verlaufenden grünen Band.

## Verlauf

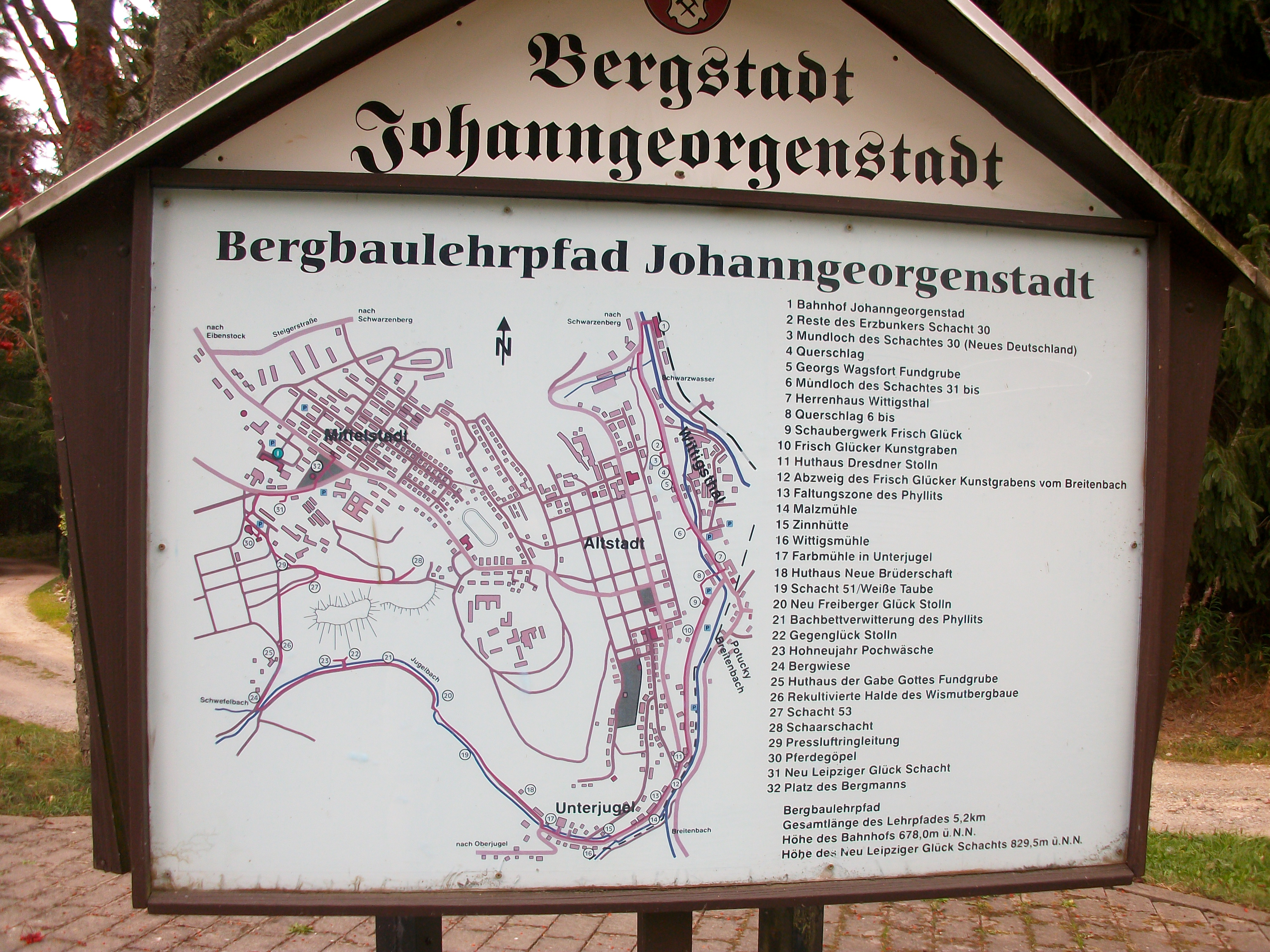
Bergbaulehrpfad Johanngeorgenstadt, Infotafel

Der Lehrpfad ist ein 5,2 km langer Weg vom Bahnhof Johanngeorgenstadt zum Platz des Bergmanns in der Mittelstadt von Johanngeorgenstadt. An den beiden Endpunkten und am Schaubergwerk „Glöckl“ in Wittigsthal befinden sich Parkplätze. Entlang des Wegs führen Wegweiser zu historischen Zeugnissen der Bergbaugeschichte von Johanngeorgenstadt und seiner Ortsteile Wittigsthal und Jugel. Grüne Tafeln mit weißer Schrift erklären Besonderheiten dieser montangeschichtlichen Lokalitäten. Der tiefste Punkt liegt am Bahnhof mit etwa 700 m ü. NHN, der höchste Punkt ist der Platz des Bergmanns mit etwa 829 m NHN.
Der Bergbaulehrpfad führt ausgehend vom Bahnhof Johanngeorgenstadt entlang der Wittigsthalstraße und der Jugelstraße durch die beiden gleichnamigen Ortsteile im Tal des Schwarzwassers. Hinter der Farbmühle in Unterjugel verläuft der Lehrpfad weiter entlang des Lehmergrunds bis zur Gabe Gottes Fundgrube. Anschließend führt er über den Gabe-Gottes-Weg zum Pferdegöpel. Das letzte Stück führt über die Schwefelwerkstraße zum Platz des Bergmanns in der Mittelstadt von Johanngeorgenstadt.

## Stationen
1. Bahnhof Johanngeorgenstadt
2. Reste des Erzbunkers Schacht 30
3. Mundloch des Schachtes 30 (Neujahr-Stollns)
4. Querschlag 4
5. Georgs Wagsfort Fundgrube
6. Mundloch des Schachtes 31bis
7. Herrenhaus Wittigsthal
8. Querschlag 6bis
9. Schaubergwerk „Frisch Glück“ („Glöckl“)
10. Frisch Glücker Kunstgraben
11. Huthaus Dresdner Stolln
12. Abzweig des Frisch Glücker Kunstgraben vom Breitenbach
13. Faltungszone des Phyllits
14. Malzmühle
15. Zinnhütte
16. Wittigsmühle
17. Farbmühle in Unterjugel
18. Huthaus Neue Brüderschaft
19. Schacht 51 / Weiße-Taube-Stolln
20. Neu-Freiberger-Glück-Stolln
21. Bachbettverwitterung des Pyllits
22. Gegenglück Stolln
23. Hohneujahrer Pochwäsche
24. Bergwiese
25. Huthaus der Gabe-Gottes-Fundgrube
26. Rekultivierte Halde des Wismutbergbaus
27. Schacht 53
28. Schaarschacht
29. Pressluftringleitung
30. Pferdegöpel
31. Neu Leipziger Glück Schacht
32. Platz des Bergmanns